# Шеговарское сельское поселение
Шеговарское сельское поселение или муниципальное образование «Шеговарское» — муниципальное образование со статусом сельского поселения в Шенкурском муниципальном районе Архангельской области России.
Соответствует административно-территориальным единицам в Шенкурском районе — Шеговарскому сельсовету (с центром в селе Шеговары) и Ямскогорскому сельсовету (с центром в деревне Одинцовская).
Административный центр — село Шеговары.

## География
Шеговарское сельское поселение находится на севере Шенкурского района, располагаясь на реке Вага и Ледь. 
Граничит:
- на севере с Виноградовским районом
- на востоке с Верхнетоемским районом
- на юге с муниципальным образованием «Федорогорское» и с муниципальным образованием «Никольское»
- на западе с муниципальным образованием «Верхоледское» и с муниципальным образованием «Сюмское»

## История
Муниципальное образование было образовано в 2006 году. Законом Архангельской области от 2 июля 2012 года № 523-32-ОЗ, преобразованы путём объединения муниципальные образования «Шеговарское» и «Ямскогорское» — в муниципальное образование «Шеговарское», с административным центром в селе Шеговары.

## Население
| 2010  | 2011  | 2012  | 2013  | 2014  | 2015  |
| ----- | ----- | ----- | ----- | ----- | ----- |
| 1118  | ↘1111 | ↘1093 | ↗1593 | ↘1541 | ↘1482 |
| 2016  | 2017  | 2018  | 2019  | 2020  | 2021  |
| ↘1425 | ↘1382 | ↘1379 | ↗1390 | ↘1342 | ↘1107 |

## Состав сельского поселения
В состав сельского поселения входят 60 населённых пунктов
| №  | Населённый пункт | Тип населённого пункта       | Население |
| -- | ---------------- | ---------------------------- | --------- |
| 1  | Абакумовская     | деревня                      | ↗85       |
| 2  | Абрамовская      | деревня                      | ↗18       |
| 3  | Андриановская    | деревня                      | →0        |
| 4  | Антипинская      | деревня                      | →0        |
| 5  | Антроповская     | деревня                      | →0        |
| 6  | Беркиевская      | деревня                      | ↗16       |
| 7  | Букреевская      | деревня                      | →0        |
| 8  | Бурашевская      | деревня                      | →2        |
| 9  | Водокужская      | деревня                      | ↘0        |
| 10 | Гришинская       | деревня                      | ↗29       |
| 11 | Данковская       | деревня                      | ↗90       |
| 12 | Журавлевская     | деревня                      | ↗24       |
| 13 | Захаровская      | деревня                      | ↘7        |
| 14 | Зеленинская      | деревня                      | ↗11       |
| 15 | Игнашевская      | деревня                      | →7        |
| 16 | Князевская       | деревня                      | ↘1        |
| 17 | Кобылинская      | деревня                      | ↗4        |
| 18 | Колобовская 1    | деревня                      | →0        |
| 19 | Корбала          | деревня                      | ↘0        |
| 20 | Коромысловская   | деревня                      | ↘4        |
| 21 | Красковская      | деревня                      | ↗3        |
| 22 | Красная Горка    | деревня                      | ↗142      |
| 23 | Красная Горка    | посёлок                      | ↘123      |
| 24 | Кроповская       | деревня                      | →0        |
| 25 | Кувакинская      | деревня                      | →1        |
| 26 | Кузелевская      | деревня                      | →0        |
| 27 | Леушинская       | деревня                      | ↘21       |
| 28 | Леушинская       | деревня                      | →0        |
| 29 | Литвиновская     | деревня                      | ↘56       |
| 30 | Лихопуровская    | деревня                      | →0        |
| 31 | Логиновская      | деревня                      | ↘5        |
| 32 | Макушевская      | деревня                      | ↘4        |
| 33 | Мальчугинская    | деревня                      | ↘3        |
| 34 | Марковская       | деревня                      | ↗104      |
| 35 | Медлеша          | деревня                      | ↗4        |
| 36 | Михеевская       | деревня                      | →0        |
| 37 | Наум-Болото      | деревня                      | →0        |
| 38 | Нерезьма         | посёлок                      | →0        |
| 39 | Нижнезолотилово  | деревня                      | ↘9        |
| 40 | Никифоровская    | деревня                      | ↘55       |
| 41 | Одинцовская      | деревня                      | ↗237      |
| 42 | Павликовская     | деревня                      | ↘7        |
| 43 | Павловская       | деревня                      | →23       |
| 44 | Пенигеевская     | деревня                      | →0        |
| 45 | Песенец          | деревня                      | ↗51       |
| 46 | Пищагинская      | деревня                      | ↗32       |
| 47 | Пушка            | деревня                      | ↗32       |
| 48 | Самотворовская   | деревня                      | ↘0        |
| 49 | Селезневская     | деревня                      | →0        |
| 50 | Сенчуковская     | деревня                      | ↘6        |
| 51 | Степинская       | деревня                      | ↗7        |
| 52 | Степычевская     | деревня                      | ↘26       |
| 53 | Стеховская       | деревня                      | ↗2        |
| 54 | Фадеевская       | деревня                      | →0        |
| 55 | Федьковская      | деревня                      | ↘7        |
| 56 | Чаплинская       | деревня                      | ↗1        |
| 57 | Черепаха         | деревня                      | →1        |
| 58 | Чушевская        | деревня                      | ↗75       |
| 59 | Шеговары         | село, административный центр | ↗524      |
| 60 | Яковлевская      | деревня                      | ↗2        |

## Корбальский могильник
На левом берегу Ваги, у деревни Корбала, находится раскопанный О. В. Овсянниковым в 1977 году чудский Корбальский могильник, относящийся ко второй половине XI—XII векам.